# Cyrtanthus leptosiphon
Cyrtanthus leptosiphon är en amaryllisväxtart som beskrevs av Deirdré Anne Snijman. Cyrtanthus leptosiphon ingår i släktet Cyrtanthus, och familjen amaryllisväxter. Inga underarter finns listade i Catalogue of Life.